# Hammerman
Hammerman / Zaczarowane buciki (ang. Hammerman) – kanadyjsko-amerykański serial animowany. Każdy odcinek serialu poprzedza scena, w której MC Hammer (live-action), siedzi z grupką dzieci na schodach i zapowiada kolejny animowany odcinek. Raper pojawia się także pod koniec serialu, udzielając dzieciom rad powiązanych tematycznie z fabułą danego odcinka.

## Fabuła
Stanley posiada magiczne buty noszące imiona Lewy i Prawy. Dzięki nim przeistacza się w Hammermana – rapującego superbohatera, który za pomocą wydobywających się dźwięków nut rozprawia się ze złoczyńcami siejącymi zamęt w mieście.

## Obsada (głosy)
- M.C. Hammer jako Hammerman
- John Stocker jako Boss Grindenheimer

## Wersja polska
W Polsce serial był emitowany w Polsat 2 w 1999 roku pod nazwą Hammerman.

### Wersja VHS
Serial został wydany na VHS z angielskim dubbingiem i polskim lektorem pod nazwą Zaczarowane buciki. Dystrybucja: Mercury. Lektorem serialu był Mirosław Utta.

## Lista odcinków
- 1. "Defeated Graffiti"
- 2. "Winnie's Winner"
- 3. "Rapoleon"
- 4. "Will and the Jerks"
- 5. "If the Shoe Fits"
- 6. "Nobody's Perfect"
- 7. "Practice Makes Perfect"
- 8. "Bite the Bullet"
- 9. "Lost"
- 10. "The Wrong Turn"
- 11. "Hide N Seek"
- 12. "Operation: Rescue Hammerman"
- 13. "Dropping Out"